# سنگ‌چشم برمه‌ای
سنگ‌چشم برمه‌ای با نام علمی Lanius collurioides گنجشک‌سانی از تیرهٔ سنگ‌چشمیان است که در بنگلادش، کامبوج، چین، هندوستان، لائوس، میانمار، تایلند و ویتنام یافت می‌شود. زیستگاه طبیعی این پرنده جنگل‌های پست و جنگل‌های کوهستانی مرطوب گرمسیری یا نیمه گرمسیری است.